# Namatesjavri
Namatesjavri eller Mutkajärvi är en sjö i Finland. Den ligger i kommunen Enare i landskapet Lappland, i den norra delen av landet, 1 000 km norr om huvudstaden Helsingfors. Mutkajärvi ligger 209 meter över havet. Arean är 14,5 hektar och strandlinjen är 3,8 kilometer lång. Sjön  ingår i Pasvik älvs huvudavrinningsområde. 